# Virtues
Virtues è il terzo album in studio del gruppo pop punk statunitense Amber Pacific, pubblicato nel 2010.

## Tracce
1. An Anthem for the Young at Heart – 2:22
2. The Girl Who Destroys – 3:05
3. Three Words – 3:15
4. Shine – 4:16
5. What Matters Most – 3:25
6. Conviction – 3:44
7. The Good Life – 3:39
8. The Best Mistake – 3:22
9. We Can't Fake This – 3:28
10. Burdens of the Past – 3:40
11. Something to be Said – 3:28
12. Forever – 5:08